# Champ volcanique du mont Cayley
Le champ volcanique du mont Cayley se trouve sur la côte de la Colombie-Britannique dans l'ouest du Canada qui s'étend sur 31 kilomètres du champ de glace de Pemberton au fleuve Squamish. Ce champ volcanique constitue le segment central de la ceinture volcanique de Garibaldi, la partie canadienne de l'arc volcanique des Cascades. Il tire son nom du mont Cayley, le volcan le plus grand et le plus persistant, situé à l'extrémité sud du champ de glace Powder Mountain.

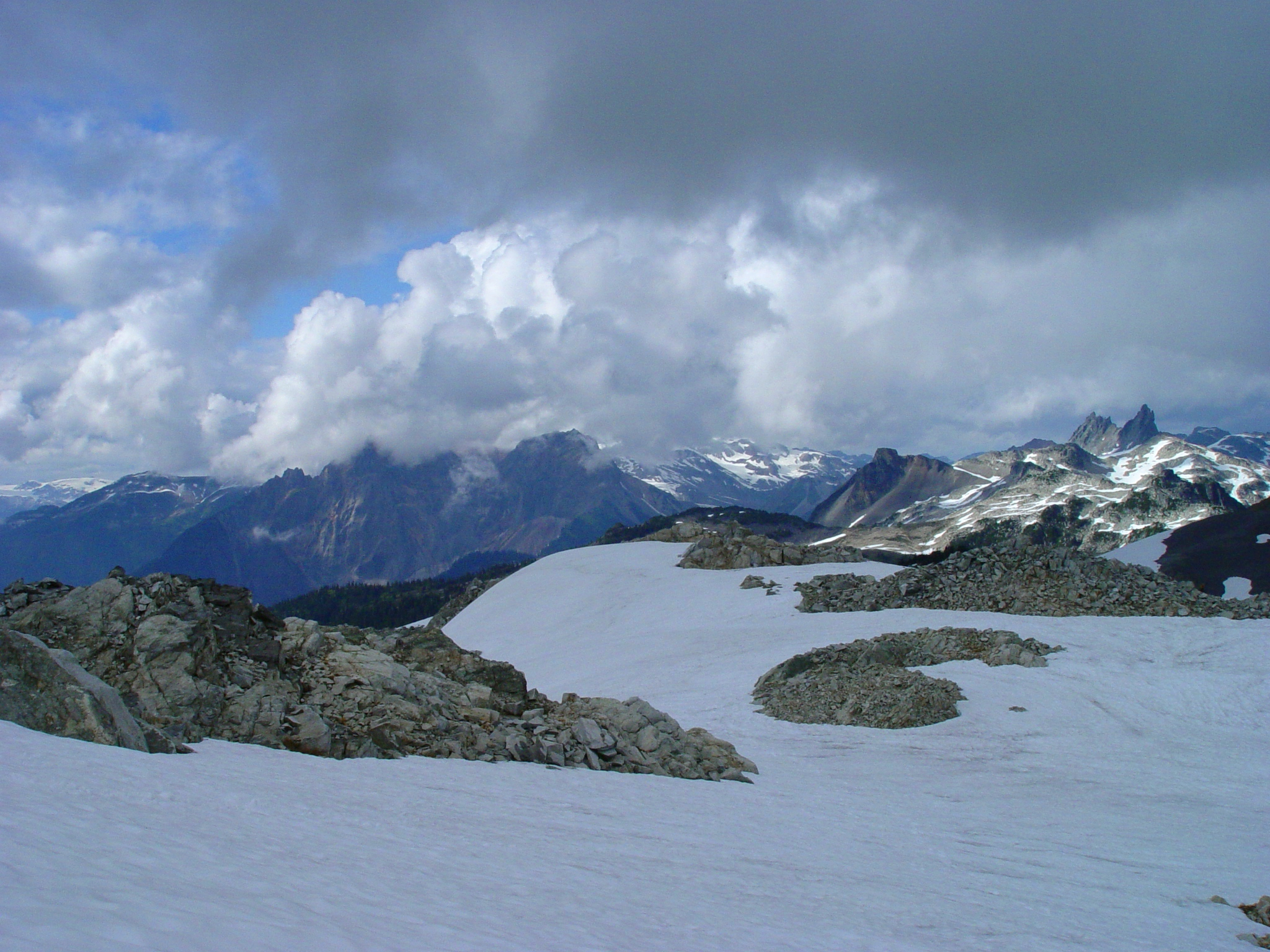
Vue du pic Pyroclastic et du mont Fee dans le champ volcanique du mont Cayley

Carte topographique du champ volcanique du mont Cayley.